# 2,3-Dibrompropansäure
2,3-Dibrompropansäure (Trivialname 2,3-Dibrompropionsäure) ist eine chemische Verbindung aus der Gruppe der aliphatischen Carbonsäuren mit drei Kohlenstoffatomen, bei denen zwei der an einem Kohlenstoffatom gebundenen Wasserstoffatome durch ein Bromatom ersetzt ist. Sie ist damit ein Derivat der Propionsäure.

## Gewinnung und Darstellung
2-Brompropionsäure kann durch Erhitzen mit elementarem Brom im geschlossenen Rohr in 2,2-Dibrompropansäure umgewandelt werden., die sich beim weiteren Erhitzen in die 2,3-Dibrompropansäure umlagert.
Ebenfalls möglich ist die Gewinnung durch Bromzugabe in Tetrachlorkohlenstoff-Medium zu Acrylsäure oder durch Hydrobromsäure-Hydrolyse von Methyl-2,3-dibrompropanoat gewonnen werden.

## Eigenschaften
2,3-Dibrompropansäure ist ein weißer bis hellgelber Feststoff, der sehr gut löslich in Benzol, Diethylether und Ethanol ist.

## Verwendung
2,3-Dibrompropansäure kann als Ersatzstandard bei der Extraktion und Bestimmung von Halogenessigsäuren in Trinkwasser verwendet werden. Sie kann auch zur Herstellung von Cyclopropancarbonsäuren oder Vinyldihydrotetrazolon-Derivaten und Analoga zur Verwendung als NrF2-Aktivatoren verwendet werden.